# Tmesisternus aeneofasciatus
Tmesisternus aeneofasciatus är en skalbaggsart som beskrevs av Stefan von Breuning 1948. Tmesisternus aeneofasciatus ingår i släktet Tmesisternus och familjen långhorningar. Inga underarter finns listade i Catalogue of Life.